# German Tennis Championships 2011
Il German Tennis Championships 2011, conosciuto anche come Bet-at-home Open - German Tennis Championships in virtù della partnership con il bookmaker bet-at-home.com, è stato un torneo di tennis giocato sulla terra rossa. È stata la 105ª edizione dell'evento che dal 2009 ha preso il nome di International German Open, e che faceva parte della categoria ATP World Tour 500 series nell'ambito dell'ATP World Tour 2011. Si è giocato all'Am Rothenbaum di Amburgo in Germania dal 18 al 24 luglio 2011. Precedentemente il torneo ha preso il nome di International German Open o German Open Tennis Championship.

## Partecipanti

### Teste di serie
| Giocatore              | Nazionalità | Ranking* | Testa di serie |
| ---------------------- | ----------- | -------- | -------------- |
| Gaël Monfils           | Francia     | 7        | 1              |
| Jürgen Melzer          | Austria     | 12       | 2              |
| Nicolás Almagro        | Spagna      | 14       | 3              |
| Michail Južnyj         | Russia      | 17       | 4              |
| Gilles Simon           | Francia     | 18       | 5              |
| Florian Mayer          | Germania    | 20       | 6              |
| Juan Ignacio Chela     | Argentina   | 21       | 7              |
| Fernando Verdasco      | Spagna      | 22       | 8              |
| Janko Tipsarević       | Serbia      | 23       | 9              |
| Aleksandr Dolhopolov   | Ucraina     | 26       | 10             |
| Nikolaj Davydenko      | Russia      | 29       | 11             |
| Marin Čilić            | Croazia     | 32       | 12             |
| Andreas Seppi          | Italia      | 37       | 13             |
| Guillermo García López | Spagna      | 38       | 14             |
| Fabio Fognini          | Italia      | 39       | 15             |
| Albert Montañés        | Spagna      | 41       | 16             |

- Ranking al 12 luglio 2011.

### Altri partecipanti
Giocatori che hanno ricevuto una Wild card:
- Andreas Beck
- Tobias Kamke
- Julian Reister
- Cedrik-Marcel Stebe

Giocatori passati dalle qualificazioni:

- Simone Bolelli
- Victor Crivoi
- Marsel İlhan
- Bastian Knittel
- Guillermo Olaso
- Albert Ramos Viñolas

Il seguente giocatore è entrato in tabellone come lucky loser:
- Lukáš Rosol

## Campioni

### Singolare
Gilles Simon ha sconfitto in finale  Nicolás Almagro per 6–4, 4–6, 6–4.
- È il nono titolo in carriera per Simon, il secondo nel 2011.

### Doppio
Oliver Marach /  Alexander Peya hanno sconfitto in finale  František Čermák /  Filip Polášek per 6–4, 6–1.